# 新巴勒斯坦 (伊利諾伊州)
新巴勒斯坦（英語：New Palestine）是位於美國伊利諾伊州蘭道夫縣的一個非建制地區。該地的面積和人口皆未知。

## 地理
新巴勒斯坦的座標為37°59′47″N 89°49′14″W / 37.99639°N 89.82056°W，而該地的平均海拔高度為177米（即581英尺）。